# Dorothee Günther
Anna-Katharine Dorothea Günther (* 8. Oktober 1896 in Gelsenkirchen; † 18. September 1975 in Köln) war eine deutsche Gymnastik- und Tanz-Pädagogin sowie Fachautorin. Sie gründete gemeinsam mit Carl Orff die Günther-Schule München.

## Leben
Dorothee Günther war eine künstlerisch vielseitig interessierte und begabte Frau. Sie studierte unter anderem an der Kunstgewerbeschule Dessau Grafik, Kunstgeschichte und Anatomie. 1916/17 war sie Regieassistentin am Staatlichen Schauspielhaus in Hamburg.
Den künstlerischen Neigungen der Tochter begegneten die Eltern mit Missfallen, denn eigentlich sollte sie eine kaufmännische Lehre absolvieren, um später im elterlichen Betrieb helfen zu können. Doch Dorothee Günther entschied sich für den eigenen Weg. Motiviert durch enttäuschende Eindrücke verkümmerter Bewegungsfähigkeit, die sie während ihrer Zeichenstudien im Aktsaal wahrnahm, begann für sie die Frage nach einer dem natürlichen Bewegungsfluss folgenden Bewegungserziehung in den Mittelpunkt zu rücken. So machte sie sich vertraut mit den Systemen von Émile Jaques-Dalcroze, Rudolf von Laban und Beth Mensendieck, sowie mit Atemgymnastik und Sprechtechnik. Ihr Diplom als Gymnastiklehrerin erhielt Günther 1919 in Wilhelmshöhe bei Hedwig Hagemann (Bund für Körperbildung e. V.-Schule Mensendieck – Bewegungskunst Ellen Petz). Den Lebensunterhalt verdiente sie sich fortan mit Vorträgen und Gastkursen in den Mensendieck-Ausbildungsstätten in Berlin, Breslau, Hamburg und München. Sinnerfüllung und ideale Lebensgestaltung fand sie nun in der Hingabe an ihre Arbeit.
Im Jahre 1924 gründete Dorothee Günther gemeinsam mit Carl Orff die Günther-Schule München (1924–1944), zunächst „Bund für angewandte und freie Bewegung e. V.“ benannt. Im Herbst 1924 begann der Unterricht in einem Hinterhofgebäude der Luisenstraße 21 in München. Dorothee Günthers Ruf als Dozentin folgten zahlreiche Schüler und die Schule vergrößert sich rasch. Schließlich konnte ein eigenes Schulgebäude in der Kaulbachstraße 16 am Englischen Garten angemietet werden. Im selben Gebäude befindet sich seit 1988 das Orff-Zentrum München. Das Konzept der staatlich anerkannten Günther-Schule München ist eines der ersten und damit wegweisenden, „integrativen“, künstlerisch-pädagogischen Schul- und Ausbildungskonzepte.
So beinhalteten die Lehrer-Ausbildungsfächer Gymnastik, musikrhythmische Körperbildung, tänzerische Körperbildung und Moderner Künstlerischer Tanz sowie unter anderem auch Gesang, Atem- und Stimmlehre, Anatomie, Physiologie, heilgymnastische Übungen und Massage, Pädagogik, Psychologie, verschiedene Geschichtsfächer und Bewegungszeichnen. Über die Basis der funktionellen und hygienischen Körperbildung hinaus sah Günther das Ausbildungsziel in der Überwindung der „Schöpferischen Hemmung“. Als Gradmesser hierfür galt die wachsende Fähigkeit des Lernenden zu spontaner Bewegungs- und Musikimprovisation. In der kreativen und freien Atmosphäre der Günther-Schule München gelang Carl Orff schließlich die Entwicklung des Orff-Schulwerkes (1930 bis 1935).
Angegliedert an die Günther-Schule war die Kammertanzbühne, seit 1930 Tanzgruppe Günther München genannt. Die Tanzgruppe stand unter der Gesamtleitung von Dorothee Günther, der choreographischen Leitung von Maja Lex und der musikalischen Leitung von Gunild Keetman. Tanz und Musik wurden in einem gleichzeitigen, sich gegenseitig bedingenden Schaffensprozess entwickelt. Neben einigen Choreographien, wie 1936 für das Festspiel der Olympischen Spiele in Berlin, veröffentlichte sie in der Zeit der Günther-Schule, sowie in der Nachkriegszeit zahlreiche Beiträge und Artikel, zum Beispiel für den Brockhaus. Viele ihrer Texte aus den 1930er Jahren argumentieren jedoch mit faschistischem Vokabular und postulieren eine „Wiedergeburt des deutschen Tanzes“ durch Ästhetiken, die ganz klar dem Konzept der Günther-Schule entsprechen. Nach der Machtübergabe an die Nationalsozialisten trat Günther zum 1. Mai 1933 der NSDAP bei (Mitgliedsnummer 3.202.716).
1948 verließ Dorothee Günther Deutschland und ging nach Rom, wo sie zusammen mit Maja Lex im Hause von Myriam Blanc lebte. Über 20 Jahre lebte sie in Italien, bis sie 1969, bereits schwer erkrankt, nach Köln zog. Dort wurde sie von der schon seit Mitte der 1950er Jahre an der Deutschen Sporthochschule Köln unterrichtenden Maja Lex aufgenommen. Kurz vor ihrem 79. Geburtstag verstarb Dorothee Günther.

## Rolle als Schulleiterin in der Zeit des Nationalsozialismus
Welche Rolle die Günther-Schule München und Dorothee Günther als Leiterin der Schule in der Zeit des Nationalsozialismus spielte, bedarf in den nächsten Jahren einer eingehenden Analyse, die in den Gesamtkontext der Kunst- und Kulturgeschichte dieser Zeit gestellt werden muss. Auch dürfte interessant sein, welche Konsequenzen sich daraus für Kultur- und Kunstschaffende in der heutigen Zeit ableiten lassen – sind doch Lehrinstitute ebenso wie bekannte Sportler, Tänzer, bildende Künstler und andere immer auch Teil der Öffentlichkeit ihres Landes und somit Meinungsbildner.
Bezogen auf die Günther-Schule München ergaben sich erste Schritte zu einer solchen Analyse aus einer Tagung zur Geschichte der Schule im Jahr 1998 im Orff-Zentrum München, in der ehemalige Günther-Schülerinnen als Zeitzeuginnen zu Wort kamen. So erörterten die Tagungsteilnehmer Fragen zum Lehrbetrieb unter dem NS-Regime und die augenscheinlichen Gegensätze zwischen dem individualistisch orientierten Bildungskonzept Günthers und der kollektivistischen Ideologie des Nationalsozialismus sowie dem von Carl Off und Gunild Keetman geschaffenen Musikstil und der Musikvorstellung des Regimes. Auch stellte sich den Teilnehmern die Frage, wie weit sich Lehrer und Schüler an das Regime angepasst hatten, wollten sie doch ihre Eigenständigkeit wahren.
Die Ergebnisse dieser Tagung sind im Orff-Zentrum München dokumentiert und zum Teil dargestellt in: Michael Kugler (Hg.): Elementarer Tanz – Elementare Musik: Die Günther-Schule München 1924 bis 1944. Mainz u. a. 2002.
Ein persönliches Statement von Dorothee Günther zur Geschichte des Orff-Schulwerkes, ihrer Rolle als Schulleiterin und damit ihre Verbindung zum nationalsozialistischen Regime lautet:
...Im politisch kritischen Winter 1932-33 war also die Schulwerks-Arbeit [Orff-Schulwerk] in den Kreisen experimentell-moderner Musik- und Tanzerziehung und denen der „Neuen Musik“ schon ein Begriff. Positiv zu ihr stand fraglos der Münchner Kreis für Neue Musik, der Kreis der Singgemeinschaften um Jöde, Das Musikheim Frankfurt/0. unter Georg Götzsch und einzelne Pädagogische Akademien – ebenso wie sich die Deutsche Hochschule für Leibeserziehung in Berlin zu dieser Musikerziehung in Verbindung mit der Bewegungserziehung bekannte.
Trotzdem wurde mir schon im Winter 1932/33 vom „Kampfbund für deutsche Kultur“ in München bedeutet, dass nach der zu erwartenden „Machtübernahme“ meine Schule einen kommissarischen Leiter bekommen würde, da die „kommunistischen Tendenzen“ innerhalb der Musikerziehung der Günther-Schule nicht tragbar seien. Orffs Name wurde als suspekt genannt. Meine Feststellung, dass weder ich noch meine Lehrkräfte und speziell Carl Orff politisch weder gebunden noch irgendwie orientiert seien und dass von kommunistischen Tendenzen insofern keine Rede seien könnte, wurde nur mit der Feststellung beantwortet, dass der „Edelkommunismus“ der schlimmste sei! Gleichzeitig begann der „Völkische Beobachter“ als Parteizeitung eine Kampagne gegen uns. Eine Schulaufführung im Goethesaal in München wurde dahingehend kommentiert „dass es unbegreiflich sei, dass deutsche Mädchen teures Schulgeld aufwenden würden um die kommunistische Blöckflöte und das Spielen von Negertrommeln zu erlernen.“ Und vieles andere mehr...
Im Frühjahr 1933 besuchte mich Fritz Jöde (Singgemeinschaften) und teilte mir mit, dass ihm zu Ohren gekommen sei, dass meine Schule geschlossen werden solle und speziell Orff gefährdet sei.
Da die weitere Anerkennung der Günther-Schule auch vom Reichsministerium in Berlin, das meiner Schule sehr positiv gegenüber stand, ohne Parteizugehörigkeit nicht gewährleistet werden konnte, machte ich kurzen Prozess und trat im Mai 1933 in die Partei ein und sicherte damit der Schule und meinen Mitarbeitern ein ungestörtes Weiterarbeiten, soweit es die allmählich zunehmend einengenden schulischen Bestimmungen noch erlaubten.
Die Orff-Schulwerkkurse liefen jedenfalls an vielerlei Plätzen weiter und nahmen an Umfang zu, doch wurden sie unter dem Obertitel „Musik und Bewegung“ durchgeführt und das Orff-Schulwerk öfter gar nicht oder nur in Parenthese genannt; lediglich der Schulprospekt der Günther-Schule und sein Briefkopf nannten es weiterhin nach wie vor. Der Unterricht und die Kurse wurden im alten Sinne fortgeführt, ebenso das Tanzorchester.
Ein großes Schulwerk-Orchester unter Leitung von Gunild Keetman wurde von Prof. Carl Diem für das Olympische Festspiel während der Olympiade Berlin 1936 engagiert und begleitete die von mir für dieses Festspiel entworfenen und einstudierten Tänze für 3.000 Kinder und 1.500 junge Mädchen, die sogenannten Olympischen Reigen. Der Erfolg war international so durchschlagend und jeden Abend so groß, dass den Antipoden der Sache erstmal etwas der Wind aus den Segeln genommen war und der bis dahin immer wieder ausgesprochene Vorwurf, dass Musik und Tanz der Günther-Schule undeutsch sei, erstmal zurückgenommen und die Tanzgruppe als „förderungswürdig“ erklärt wurde. Ebenso wie die Schule nun einen staatlichen Zuschuss erhielt, der von der Stadt München durch einen städtischen ergänzt wurde.
Bei dieser Gelegenheit erklärte mir jedoch der Stadtrat Reinhard der Stadt München, dass dieser Zuschuss höher ausfallen würde, wenn ich mich von dem unerwünschten Mitarbeiter Orff trennen würde und meiner Schule und der Tanzgruppe eine „normal-deutsche“ Musikerziehung und Musikausübung zukommen lassen würde.
Als ich klar zum Ausdruck brachte, dass man mir wohl die Schule schließen, aber nicht von mir verlangen könne, dass ich meine künstlerische Überzeugung und meine Mitarbeiter – und wie im Falle Orff – Mitbegründer der Schule, verleugnen oder im Stich lassen solle, erfolgte kurz darauf die Rückziehung des „förderungswürdig“ für die Tanzgruppe und wurde für „kdP“ durch ein „unerwünscht“ ersetzt.
Allerdings überließ von da an Carl Orff mehr und mehr die Durchführung des schulischen Unterrichts seinen Assisten Dr. Wilhelm Twittenhoff und Hans Bergese und selbstverständliech weiterhin, wie schon seit 1928 Gunild Keetman. Er selbst stand der Günther-Schule nur noch beratend und als Mitglied der Prüfungskommission zur Verfügung.
Im Juli 1944 wurde dann das Schulhaus vom „Gauleiter“ der Stadt München für seine Zwecke beschlagnahmt und der Unterricht musste eingestellt werden. Als ich mich dagegen zur Wehr setzte, wurde die Schule rigoros für Bayern verboten. Da es immerhin Deutschlands größte derartige Schule war, versuchte das Reichsministerium mir andere Räume zu verschaffen und mich zu „verpflanzen“, interimistisch erstmal nach Neu-Strelitz/Mecklenburg. Ab Januar 1945 sollte ich nach Prag gehen. Als ich meine schweren Bedenken gegen diesen Plan äußerte, wurde ein entsprechendes Dekret erlassen. Da aber im Januar 1945 mein beschalgnahmtes Schulhaus in München, in dem sich noch sämtliche Lehrmittel, Instrumente, Kostüme und das ganze Archiv und so weiter befand, durch Kriegseinwirkung total ausbrannte, konnte ich diesem Dekret entgehen, aber nach Kriegsende die Schule aus Mangel an Mitteln nicht wieder eröffnen.
Die nach 1945 wieder aufgenommene und allein von Carl Orff und Gunild Keetman durchgeführte Weiterarbeit am Schulwerk, kann nur von diesen selbst dargestellt werden; ich konnte und kann sie nur bis zum Ende der Günther-Schule darstellen. Für die Richtigkeit des hier Gesagten, kann ich nur persönlich einstehen, da sämtliche eventuellen Unterlagen mitsamt der Günther-Schule vernichtet wurden. gez. Dorothee Günther wohnhaft: Roma / Italia, Via Aurelia Antica 18o